# Micardia pulchra
Micardia pulchra là một loài bướm đêm trong họ Noctuidae.